# Каменне (Зав'яловський район)
Ка́менне (рос. Каменное) — присілок в Зав'яловському районі Удмуртії, Росія.
Знаходиться на автошляху Р-322 Іжевськ-Сарапул, у долині річки Стара Кенка, на південний схід від Іжевська.

## Населення
Населення — 1507 осіб (2010; 1261 в 2002).
Національний склад станом на 2002 рік:
- удмурти — 78 %

## Історія
Присілок засноване як починок Новозав'яловський росіянами, які переселились з Іжевська. Спочатку воно входило в склад Сарапульського повіту Вятської губернії. За даними 10-ї ревізії 1859 року в 26 дворах присілка Каменна проживало 180 осіб, працювало 3 млини. З 1929 року присілок входив в Старокенську сільську раду. Указом президії ВР Удмуртської АРСР від 23 жовтня 1970 року сільрада була перейменована в Каменнську, а центр перенесений сюди з присілка Старі Кени.

## Економіка
Головним підприємством присілка є СПК «Родина», перетворене з однойменного радгоспу.
Із закладів соціальної сфери працюють середня школа, дитячий садок, ФАП, культурний комплекс та клуб.

## Культура
В селі функціонує культурний комплекс, на базі якого в травні 1986 року було створено фольклорно-етнографічний ансамбль «Марджан гуръёз» («Перлинні наспіви»). Він неодноразово ставав учасником та лауреатом різноманітних різнорівневих конкурсів та фестивалів. До найвищих досягнень можна віднести участь в Днях споріднених народів в Естонії 1996 року та на VI Міжнародному фольклорному фестивалі фіно-угорських народів, що проходив також в Естонії 1997 року. Художній керівник — Четкарьов Олександр Єгорович, який водночас є автором костюмів.

## Відомі люди
В селі народився народний артист Росії, керівник Державного академічного ансамблю пісні і танцю Удмуртської Республіки «Італмас» — Мамонтов Анатолій.

## Урбаноніми[3]
- бульвари — Чистопрудний
- вулиці — Агатова, Алмазна, Бірюзова, Бурштинова, Весняна, Весняна 1-а, Весняна 2-а, Весняна 3-я, Весняна 4-а, Джерельна, Ентузіастів, Зимова, Зої Федорової, Квіткова, Кришталева, Малахітова, Молодіжна, Нагірна, Нова, Перлинна, Південна, Північна, Польова, Рубінова, Смарагдова, Сонячна, Ставкова, Трактова, Троїцька, Центральна, Шкільна, Ювілейна
- провулки — Зелений
- проїзди — Кришталевий, Східний 1-й, Східний 2-й, Східний 3-й